# Ritornerò in settembre/Non sei sincera
Ritornerò in settembre / Non sei sincera è il secondo singolo su 7" de I Jaguars pubblicato nel 1966 dalla CDB.

## Tracce
Lato A
1. Ritornerò in settembre

Lato B
1. Non sei sincera

## Crediti
Scritto da: Nonato Luiz e Alfredo Cristaudo